# Свибовець-Подравський
Свибовець-Подравський (хорв. Svibovec Podravski) — населений пункт у Хорватії, в Вараждинській жупанії у складі громади Срачинець.

## Населення
Населення за даними перепису 2011 року становило 945 осіб.
Динаміка чисельності населення поселення:

## Клімат
Середня річна температура становить 10,08 °C, середня максимальна – 24,66 °C, а середня мінімальна – -6,76 °C. Середня річна кількість опадів – 874 мм.
| Клімат поселення                              | Клімат поселення | Клімат поселення | Клімат поселення | Клімат поселення | Клімат поселення | Клімат поселення | Клімат поселення | Клімат поселення | Клімат поселення | Клімат поселення | Клімат поселення | Клімат поселення | Клімат поселення |
| Показник                                      | Січ.             | Лют.             | Бер.             | Квіт.            | Трав.            | Черв.            | Лип.             | Серп.            | Вер.             | Жовт.            | Лист.            | Груд.            |                  |
| Середній максимум, °C                         | 5,29             | 7,36             | 11,92            | 16,36            | 21,66            | 24,66            | 23,94            | 23,33            | 19,30            | 14,15            | 8,40             | 4,38             |                  |
| Середня температура, °C                       | −0,74            | 1,34             | 5,90             | 10,32            | 15,63            | 18,64            | 20,02            | 19,37            | 15,36            | 10,22            | 4,48             | 0,43             |                  |
| Середній мінімум, °C                          | −6,76            | −4,68            | −0,12            | 4,32             | 9,62             | 12,62            | 16,06            | 15,43            | 11,43            | 6,26             | 0,53             | −3,51            |                  |
| Норма опадів, мм                              | 41               | 45               | 58               | 69               | 75               | 100              | 92               | 92               | 83               | 81               | 79               | 59               |                  |
| Середньомісячна швидкість вітру, м/с          | 1.90             | 2.10             | 2.50             | 2.50             | 2.30             | 2.10             | 2.00             | 1.80             | 1.80             | 1.80             | 1.96             | 1.95             |                  |
| Середньомісячна сонячна радіація, кДж/м²·день | 4014             | 6763             | 10518            | 14859            | 18914            | 20797            | 21449            | 18586            | 13811            | 8585             | 4488             | 3216             |                  |
| --------------------------------------------- | ---------------- | ---------------- | ---------------- | ---------------- | ---------------- | ---------------- | ---------------- | ---------------- | ---------------- | ---------------- | ---------------- | ---------------- | ---------------- |
| Джерело:                                      |                  |                  |                  |                  |                  |                  |                  |                  |                  |                  |                  |                  |                  |